# Grijze spinnendoder
De grijze spinnendoder (Pompilus cinereus) is een sluipwesp uit de familie spinnendoders (Pompilidae).

## Algemeen
Deze wesp heeft een langwerpig lichaam, is zwartgrijs van kleur en de kop, het borststuk en het achterlijf zijn zeer goed te onderscheiden. De poten zijn enigszins sprieterig en hebben duidelijke sporen, de wesp is een zeer snelle vlieger maar loopt ook onrustig over de bodem op zoek naar spinnen. Aan het achterlijf is een smalle, lichtere bandering aanwezig. De voelsprieten zijn ongeveer de helft van de lichaamslengte en het lijf wordt ongeveer 15 millimeter lang, mannetjes zijn vaak de helft kleiner. De grijze spinnendoder komt voor in open, zanderige gebieden zoals verstuivingen, kale delen in heidegebieden en duinen, waar de holletjes voor de larve gegraven worden. Omdat in Nederland niet veel van deze gebieden te vinden zijn, is de wesp niet algemeen, maar plaatselijk kan hij massaal voorkomen, vooral bij warm weer.

## Voortplanting
De grijze spinnendoder dankt de naam aan de opmerkelijke prooi; deze wesp vangt namelijk spinnen, voornamelijk wolfspinnen. Alleen de vrouwtjes echter, want de spin wordt niet opgegeten maar begraven als voedsel voor de larve. Soms wordt ook wel een spin opgegeten of wat bloed opgelikt om aan voldoende voedingsstoffen te komen voor de ontwikkeling van de eitjes. Voordat een spin gevangen wordt, wordt eerst een holletje gegraven met aan het eind een nestkamer waar de spin in gesleept wordt. In de spin wordt een eitje gelegd waaruit de made-achtige larve tevoorschijn komt en de verlamde spin levend en van binnenuit opeet. Nadat de larve is verpopt, vindt verpopping plaats, maar de pop komt pas de volgende lente uit waarna een nieuwe wesp verschijnt.

## Vijand
De grijze spinnendoder heeft een opmerkelijke vijand die een nog slimmer trucje kent; de soort Ceropales maculata is ook een sluipwesp, maar deze vangt zelf geen spinnen. De vrouwtjes loeren op de vrouwelijke grijze spinnendoder, en zodra deze een spin heeft gevangen maakt Ceropales maculata ruzie, legt heimelijk een eitje in de spin, en gaat ervandoor. De grijze spinnendoder heeft niets in de gaten en sleept de verlamde spin naar het holletje. De larve van Ceropales maculata komt echter eerder uit het ei, en om te voorkomen dat het andere ei ook uitkomt en de spin opeet, wordt het nog niet uitgekomen ei als eerste gedood. Deze manier van ontwikkeling is vergelijkbaar met die van de koekoek, en er is ook een koekoekshommel die de eitjes in de nesten van andere soorten hommels legt. Dit heet broedparasitisme.